# Faccia a faccia/Feelings Come and Go
Faccia a faccia/Feelings Come and Go è un singolo di Heather Parisi, pubblicato nel 1989.

## Descrizione
Scritto da Alberto Arcari e Danilo Aielli, era la sigla del varietà televisivo di Rai 1 Stasera Lino del 1989, programma del sabato sera che vide la soubrette nell'inedita veste di attrice brillante ed intrattenitrice a tutto tondo al fianco di Lino Banfi.
Il disco si posizionò al trentanovesimo posto dei singoli più venduti.
Il lato B del disco contiene Feelings Come and Go, scritta da Danilo Aielli, Giuseppe De Luca e Orlando Johnson, sigla di chiusura del programma.

## Tracce
Lato A
1. Faccia a faccia – 4:37 (Alberto Arcari-Danilo Aielli)

Durata totale: 4:37
Lato B
1. Feelings Come and Go – 3:50 (Danilo Aielli-Giuseppe De Luca-Orlando Jhonson)

Durata totale: 3:50